# Carlo Finco
Carlo Finco (Curtarolo, 27 maggio 1968) è un ex ciclista su strada italiano.
Professionista dal 1993 al 2001, ottenne un solo successo in carriera.

## Carriera
I risultati migliori li ottenne nel 1997, quando fu secondo ai Campionati italiani a cronometro, terzo al Trofeo Matteotti, e al Giro di Romagna e sfiorò la vittoria al Tour de France nell'undicesima tappa che prevedeva l'arrivo a Perpignano dietro il francese Laurent Desbiens, e nel 1999 quando vinse una tappa in una breve corsa a tappe austriaca, unico suo successo tra i professionisti. Arrivò poi anche secondo al Trofeo Melinda.

## Palmarès
- 1987 (dilettanti)

Trofeo Gianfranco Bianchin
- 1999

1ª tappa Wien-Rabenstein-Gresten-Wien

## Piazzamenti

### Grandi Giri
- Giro d'Italia

1993: 56º
1995: 62º
1996: 25º
1998: 65º
- Tour de France

1996: ritirato
1997: 129º
- Vuelta a España

2000: 81º

### Classiche monumento
- Milano-Sanremo

1995: 149º